# William Parsons
William Parsons (17 de junio de 1800 - 31 de octubre de 1867), tercer Conde de Rosse (también conocido como Lord Rosse), fue un noble terrateniente irlandés y miembro del Parlamento Británico. Aficionado a las ciencias, se convirtió en un notable astrónomo, diseñando y construyendo para sus propios trabajos el denominado Leviatán de Parsonstown, el mayor telescopio reflector de su época.

## Semblanza

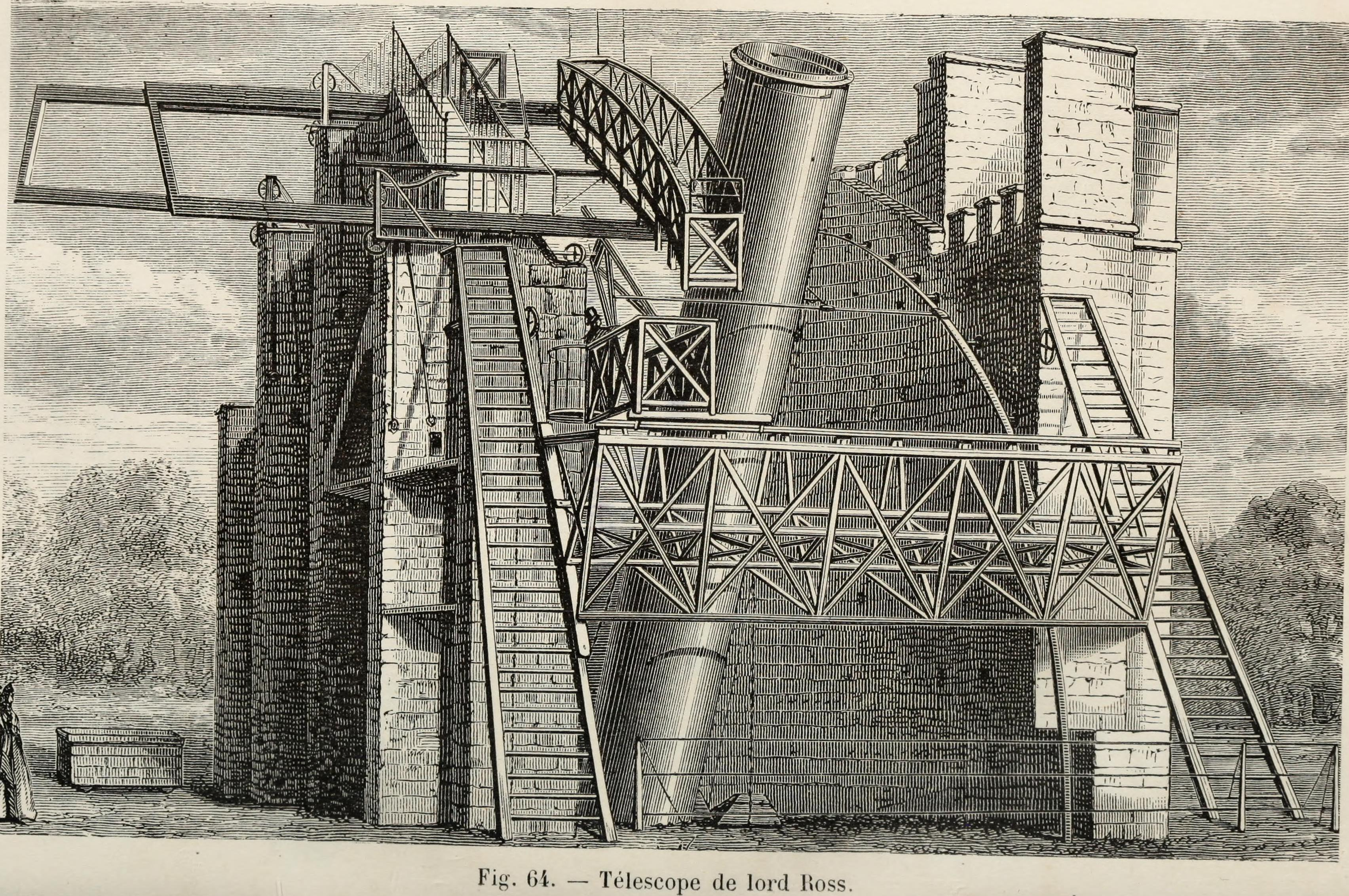
El "Leviatán de Parsonstown" (1869); el mayor telescopio de su época.

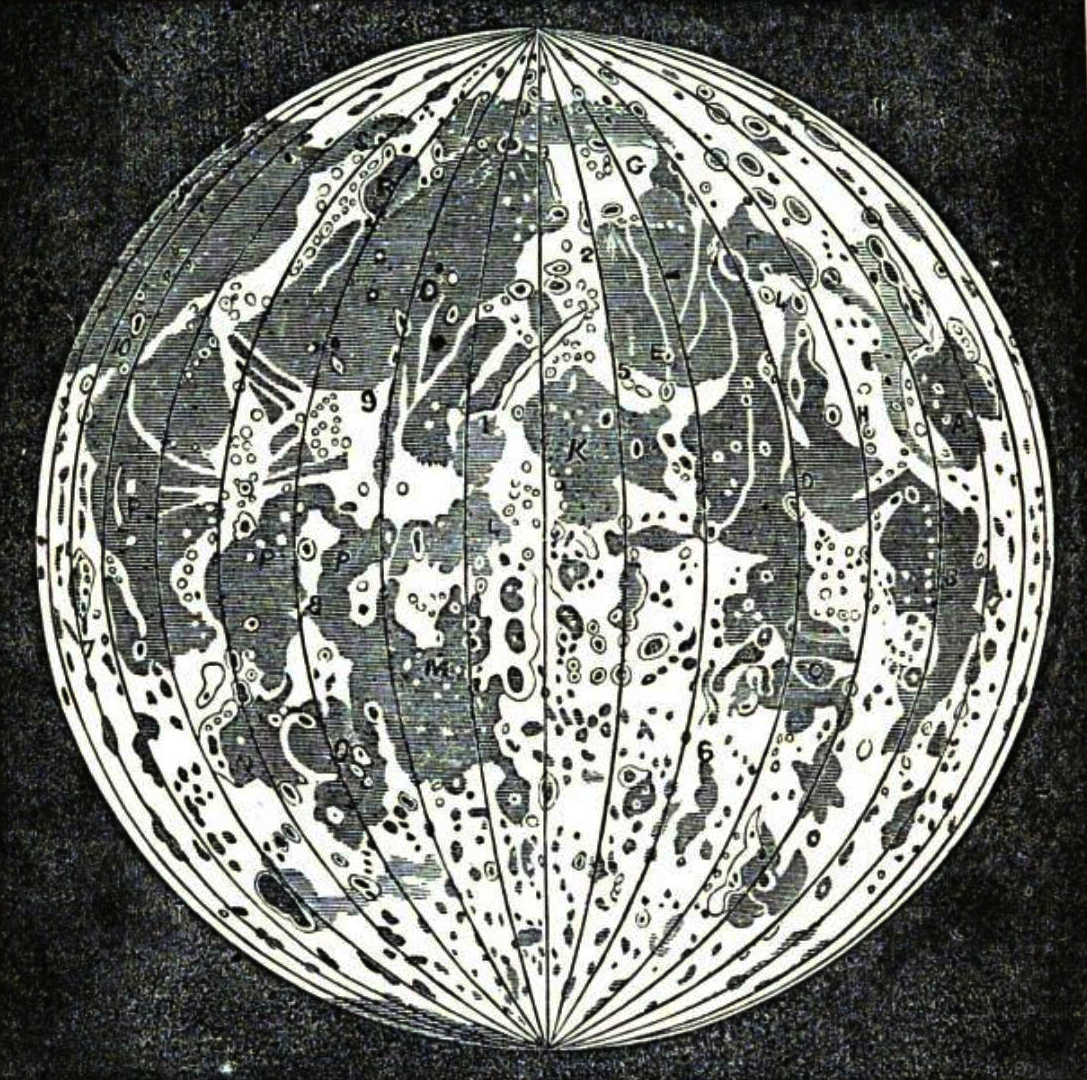
Plano de la Luna de Lord Rosse (1856)

Interesado por la astronomía, Parsons inició una serie de experimentos de fundición, fusión y pulimiento del metal de espejos (una aleación de cobre y estaño) siguiendo las técnicas constructoras de William Herschel (perdidas irremisiblemente tras su muerte). El éxito en estas experiencias le impulsó en 1843 a iniciar la construcción de un gran telescopio reflector. Su primer instrumento funcional fue un telescopio de 48 cm de diámetro, con el que realizó abundantes observaciones de bastante calidad.
Posteriormente, utilizando una máquina automática de pulir, construyó un instrumento de 90 cm de diámetro de excelente calidad óptica. Espoleado por sus observaciones, inició la construcción de un telescopio de doble diámetro, con el que podría observar objetos cuatro veces más débiles. Sin embargo, la crisis económica producida por la Gran Hambruna de la Patata del año 1845 le obligó a suspender este trabajo. En esa época y durante la hambruna que siguió, se negó a aceptar los alquileres de los campesinos que habitaban sus tierras para intentar aliviar sus penalidades.
Reiniciadas las labores en 1847, pudo por fin acabar el mayor telescopio reflector metálico del mundo (1848), el Leviatán de Parsonstown, un aparato de 184 cm de diámetro con un tubo de ocho metros de longitud asentado entre dos muros de mampostería, con el que pudo descubrir la naturaleza espiral de la Galaxia del Remolino (M51) y resolver varios cúmulos globulares en sus estrellas componentes; comprobó que M57, la nebulosa planetaria de Lyra, estaba formada por gases y contenía un par de estrellas débiles en su interior. En M1 pudo comprobar la existencia de filamentos gaseosos que, por su forma retorcida, parecían sugerir las patas de una araña, origen del nombre que se le dio: nebulosa del Cangrejo (en inglés: Crab Nebula).
Su capacidad colectora de luz era tal que podía distinguir estrellas de magnitud 17-18. Con este instrumento descubrió nada menos que 226 objetos del catálogo NGC y otros 7 del IC entre los años 1848 y 1865. Dreyer, uno de sus asistentes, descubrió otros 18 del Catálogo NGC gracias a este instrumento; Robert Stawell Ball, otro de sus ayudantes, descubrió también 11 objetos NGC trabajando en compañía de Rosse con dicho telescopio. El astrónomo británico Charles Edward Burton trabajó como asistente en estas instalaciones antes de trasladarse como observador a Dublín en 1876.
Tras su fallecimiento, el telescopio continuó en funcionamiento hasta el año 1878, cuando empezó a notarse la fatiga en los materiales; finalmente fue desmantelado en 1908, aunque tanto los muros como el tubo, en el suelo, se conservan actualmente en un museo creado expresamente en su ubicación original.
Uno de sus últimos usos astronómicos fue confirmar, en agosto de 1877, la existencia de los diminutos satélites de Marte descubiertos desde Estados Unidos por el astrónomo Asaph Hall.
El telescopio Leviatán aparece mencionado en la novela de Julio Verne titulada De la Tierra a la Luna, en donde se le cita como el mayor del mundo en su época (1865).
Se casó con Mary Field en 1836 y tuvieron cuatro hijos, todos niños. El mayor, Laurence Parsons lo sucedió como Conde de Rosse y continuó la labor astronómica de su padre publicando diversos estudios planetarios y estelares. Otro hijo, Charles Algernon Parsons, fue el fabricante de la primera turbina (1884) que utilizó provechosamente en su barco, bautizado acertadamente Turbinia. Richard Clere Parsons, otro de sus hijos, aparentemente hizo fortuna construyendo el ferrocarril en Sudamérica. La relación de los cuatro hermanos la completa el reverendo Randal Parsons.

## Trabajos publicados
- Extract of a Letter to the Astronomer Royal, (1854), Monthly Notices of the Royal Astronomical Society, Vol. 14, p. 199.
- Further Observations upon the Nebulae, with Practical Details Relating to the Construction of Large Telescopes, (1860), Proceedings of the Royal Society of London, Volume 11, pp. 375-376.
- Note on drawings of Jupiter, made at Parsonstown, and by M. Terby at Louvais, in 1873, (1874), Monthly Notices of the Royal Astronomical Society, Vol. 34, p. 402.
- Observations of the satellites of the planet Uranus made at Birr Castle, during the years 1872, 1873, and 1874, (1875), Monthly Notices of the Royal Astronomical Society, Vol. 35, p. 300.
- On some recent improvements made in the mountings of the telescopes at Birr Castle, (1880), Philosophical Transactions of the Royal Society of London, Volume 171, pp. 153-160.

## Eponimia
- El cráter lunar Rosse lleva este nombre en su memoria.[2]

## Fuente
- Historia del Telescopio, Isaac Asimov, Alianza Editorial (1986).
- Buscador NASA ADS (trabajos, artículos y publicaciones).